# Dasagolapura, Krishnarajpet
Dasagolapura là một làng thuộc tehsil Krishnarajpet, huyện Mandya, bang Karnataka, Ấn Độ.